# Ричмонд, Митч
Митчелл Джеймс «Митч» Ричмонд (англ. Mitchell James "Mitch" Richmond; род. 30 июня 1965 года в Форт-Лодердейле, штат Флорида) — американский профессиональный баскетболист, выступавший в Национальной баскетбольной ассоциации. Ричмонд 6 раз участвовал в матчах всех звёзд НБА, 5 раз включался в сборные всех звёзд, в 1989 году стал новичком года НБА, а в 1995 году самым ценным игроком матча всех звёзд НБА. За его заслуги команда «Сакраменто Кингз», в которой он выступал с 1991 по 1998 год, закрепила за ним номер 2. В настоящее время он работает скаутом в клубе «Голден Стэйт Уорриорз». 8 августа 2014 года был введён в Зал славы баскетбола.

## Карьера в НБА

### Голден Стэйт Уорриорз (1988—1991)
Ричмонд был выбран на драфте НБА 1988 года под общим 5 номером клубом «Голден Стэйт Уорриорз». До прихода в НБА он 2 года отыграл за баскетбольную команду Университета штата Канзас, где в среднем за игру он набирал по 20 очков.
По итогам дебютного сезона, когда он набирал в среднем за игру по 22 очка, он был назван новичком года. Ричмонд стал одним из тройки нападения команды, которую болельщики назвали «Run TMC» по первым буквам имён нападающих — Тима Хардуэя, Митча Ричмонда и Криса Маллина.

### Лос-Анджелес Лейкерс (2001—2002)
В последний год выступления Ричмонд на правах свободного агента подписал контракт с «Лос-Анджелес Лейкерс». Несмотря на статус игрока, выходящего на замену, набирал в среднем 4 очка за матч. В этом же сезоне с «Лейкерс» завоевал чемпионский перстень, даже несмотря на то, что по ходу плей-офф сыграл всего 4 минуты.
8 августа 2014 года был избран в Зал славы баскетбола.

## Личная жизнь
Митч Ричмонд - двоюродный брат защитника НФЛ Лардариуса Уэбба.
У Ричмонда и его жены Джули есть три сына, Филлип, Джерин и Шейн Ричмонд, а также дочь, Теарра Гейтс, от Тилы Джонс. 
Шейн умер в 2019 году. 
Филипп играл в баскетбол в Oregon Ducks с 2014 по 2016 год.

## Статистика

### Статистика в НБА
| Сезон                                                                                    | Команда      | Регулярный сезон | Регулярный сезон | Регулярный сезон | Регулярный сезон | Регулярный сезон | Регулярный сезон | Регулярный сезон | Регулярный сезон | Регулярный сезон | Регулярный сезон | Регулярный сезон | Серия плей-офф | Серия плей-офф | Серия плей-офф | Серия плей-офф | Серия плей-офф | Серия плей-офф | Серия плей-офф | Серия плей-офф | Серия плей-офф | Серия плей-офф | Серия плей-офф |
| Сезон                                                                                    | Команда      | GP               | GS               | MPG              | FG%              | 3P%              | FT%              | RPG              | APG              | SPG              | BPG              | PPG              | GP             | GS             | MPG            | FG%            | 3P%            | FT%            | RPG            | APG            | SPG            | BPG            | PPG            |
| ---------------------------------------------------------------------------------------- | ------------ | ---------------- | ---------------- | ---------------- | ---------------- | ---------------- | ---------------- | ---------------- | ---------------- | ---------------- | ---------------- | ---------------- | -------------- | -------------- | -------------- | -------------- | -------------- | -------------- | -------------- | -------------- | -------------- | -------------- | -------------- |
| 1988/89                                                                                  | Голден Стэйт | 79               | 79               | 34,4             | 46,8             | 36,7             | 81,0             | 5,9              | 4,2              | 1,0              | 0,2              | 22,0             | 8              | 8              | 39,3           | 45,9           | 18,8           | 89,5           | 7,3            | 4,4            | 1,8            | 0,1            | 20,1           |
| 1989/90                                                                                  | Голден Стэйт | 78               | 78               | 35,9             | 49,7             | 35,8             | 86,6             | 4,6              | 2,9              | 1,3              | 0,3              | 22,1             | Не участвовал  | Не участвовал  | Не участвовал  | Не участвовал  | Не участвовал  | Не участвовал  | Не участвовал  | Не участвовал  | Не участвовал  | Не участвовал  | Не участвовал  |
| 1990/91                                                                                  | Голден Стэйт | 77               | 77               | 39,3             | 49,4             | 34,8             | 84,7             | 5,9              | 3,1              | 1,6              | 0,4              | 23,9             | 9              | 9              | 41,3           | 50,3           | 33,3           | 95,8           | 5,2            | 2,4            | 0,6            | 0,7            | 22,3           |
| 1991/92                                                                                  | Сакраменто   | 80               | 80               | 38,7             | 46,8             | 38,4             | 81,3             | 4,0              | 5,1              | 1,2              | 0,4              | 22,5             | Не участвовал  | Не участвовал  | Не участвовал  | Не участвовал  | Не участвовал  | Не участвовал  | Не участвовал  | Не участвовал  | Не участвовал  | Не участвовал  | Не участвовал  |
| 1992/93                                                                                  | Сакраменто   | 45               | 45               | 38,4             | 47,4             | 36,9             | 84,5             | 3,4              | 4,9              | 1,2              | 0,2              | 21,9             | Не участвовал  | Не участвовал  | Не участвовал  | Не участвовал  | Не участвовал  | Не участвовал  | Не участвовал  | Не участвовал  | Не участвовал  | Не участвовал  | Не участвовал  |
| 1993/94                                                                                  | Сакраменто   | 78               | 78               | 37,1             | 44,5             | 40,7             | 83,4             | 3,7              | 4,0              | 1,3              | 0,2              | 23,4             | Не участвовал  | Не участвовал  | Не участвовал  | Не участвовал  | Не участвовал  | Не участвовал  | Не участвовал  | Не участвовал  | Не участвовал  | Не участвовал  | Не участвовал  |
| 1994/95                                                                                  | Сакраменто   | 82               | 82               | 38,7             | 44,6             | 36,8             | 84,3             | 4,4              | 3,8              | 1,1              | 0,4              | 22,8             | Не участвовал  | Не участвовал  | Не участвовал  | Не участвовал  | Не участвовал  | Не участвовал  | Не участвовал  | Не участвовал  | Не участвовал  | Не участвовал  | Не участвовал  |
| 1995/96                                                                                  | Сакраменто   | 81               | 81               | 36,4             | 44,7             | 43,7             | 86,6             | 3,3              | 3,1              | 1,5              | 0,2              | 23,1             | 4              | 4              | 36,5           | 44,4           | 34,8           | 80,0           | 4,3            | 3,0            | 0,8            | 0,0            | 21,0           |
| 1996/97                                                                                  | Сакраменто   | 81               | 81               | 38,6             | 45,4             | 42,8             | 86,1             | 3,9              | 4,2              | 1,5              | 0,3              | 25,9             | Не участвовал  | Не участвовал  | Не участвовал  | Не участвовал  | Не участвовал  | Не участвовал  | Не участвовал  | Не участвовал  | Не участвовал  | Не участвовал  | Не участвовал  |
| 1997/98                                                                                  | Сакраменто   | 70               | 70               | 36,7             | 44,5             | 38,9             | 86,4             | 3,3              | 4,0              | 1,3              | 0,2              | 23,2             | Не участвовал  | Не участвовал  | Не участвовал  | Не участвовал  | Не участвовал  | Не участвовал  | Не участвовал  | Не участвовал  | Не участвовал  | Не участвовал  | Не участвовал  |
| 1998/99                                                                                  | Вашингтон    | 50               | 50               | 38,2             | 41,2             | 31,7             | 85,7             | 3,4              | 2,4              | 1,3              | 0,2              | 19,7             | Не участвовал  | Не участвовал  | Не участвовал  | Не участвовал  | Не участвовал  | Не участвовал  | Не участвовал  | Не участвовал  | Не участвовал  | Не участвовал  | Не участвовал  |
| 1999/00                                                                                  | Вашингтон    | 74               | 69               | 32,4             | 42,6             | 38,6             | 87,6             | 2,9              | 2,5              | 1,5              | 0,2              | 17,4             | Не участвовал  | Не участвовал  | Не участвовал  | Не участвовал  | Не участвовал  | Не участвовал  | Не участвовал  | Не участвовал  | Не участвовал  | Не участвовал  | Не участвовал  |
| 2000/01                                                                                  | Вашингтон    | 37               | 30               | 32,9             | 40,7             | 33,8             | 89,4             | 2,9              | 3,0              | 1,2              | 0,2              | 16,2             | Не участвовал  | Не участвовал  | Не участвовал  | Не участвовал  | Не участвовал  | Не участвовал  | Не участвовал  | Не участвовал  | Не участвовал  | Не участвовал  | Не участвовал  |
| 2001/02                                                                                  | Лейкерс      | 64               | 1                | 11,1             | 40,5             | 29,0             | 95,5             | 1,5              | 0,9              | 0,3              | 0,1              | 4,1              | 2              | 0              | 2,0            | 100,0          | -              | 50,0           | 0,5            | 0,0            | 0,0            | 0,0            | 1,5            |
|                                                                                          | Всего        | 976              | 901              | 35,2             | 45,5             | 38,8             | 85,0             | 3,9              | 3,5              | 1,2              | 0,3              | 21,0             | 23             | 21             | 36,3           | 47,9           | 30,2           | 86,9           | 5,3            | 3,0            | 1,0            | 0,3            | 19,5           |
| Наведите курсор мыши на аббревиатуры в заголовке таблицы, чтобы прочесть их расшифровку. |              |                  |                  |                  |                  |                  |                  |                  |                  |                  |                  |                  |                |                |                |                |                |                |                |                |                |                |                |